# Jakub Murias
Jakub Murias, né le 20 mars 1998 à Rzeszów, est un coureur cycliste polonais.

## Biographie
En 2015 et 2016, Jakub Murias représente son pays sur plusieurs compétitions inscrites au calendrier de la Coupe des Nations Juniors (moins de 19 ans). Il évolue ensuite sous les couleurs du Centre mondial du cyclisme en 2018.
En juillet 2022, il est sélectionné en équipe nationale pour participer au Tour de Pologne,.

## Palmarès et résultats

### Palmarès par année
- 2021
  - 3e du Visegrad 4 Bicycle Race - GP Slovakia
- 2023
  - 2e du championnat de Pologne de la montagne

### Classements mondiaux
| Année                                 | 2019  | 2020  | 2021 | 2022 | 2023  | 2024  |
| ------------------------------------- | ----- | ----- | ---- | ---- | ----- | ----- |
| Classement mondial                    | 3227e | 1323e | 614e | 809e | 1597e | 2040e |
| UCI Europe Tour                       | 1973e | 1009e | 492e | 608e | nc    | nc    |
|                                       |       |       |      |      |       |       |
| Légende : nc = non classéSource : UCI |       |       |      |      |       |       |